# Championnat d'Allemagne de football 1941-1942
Navigation
Meisterschaft
(Gauligen)
1940-1941 Meisterschaft
(Gauligen)
1942-1943
La saison 1941-1942 du Championnat d'Allemagne de football était la 35e édition de la première division allemande. Vingt-cinq clubs participent à la compétition nationale, il s'agit des 25 vainqueurs des Gauligen, les championnats régionaux mis en place par le régime nazi.
La formule du championnat est transformée. Il se joue désormais sous forme de coupe, avec match simple à élimination directe. 7 des 25 clubs sont exempts de premier tour et rentrent directement en 1/8 de finale.
Un an après la défaite historique en finale du championnat face au Rapid Vienne, Schalke 04 regagne le titre en battant en finale un autre club autrichien, le FC Vienna. C'est le 7e titre de champion d'Allemagne de l'histoire du club, qui manque le doublé en perdant en finale de la Coupe d'Allemagne face au TSV Munich 1860.

## Les 25 clubs participants
| - Ostpreußen : VfB Königsberg - Poméranie : LSV Putnitz - Brandebourg : SV Blau-Weiß Berlin - Niederschliesen : Breslau 02 - Oberschliesen : FV Germania Königshütte - Sachsen : SG Planitz - Centre : SV Dessau 05 - Nordmark : Eimsbütteler TV - Niedersachsen : Werder Brême - Westphalie : Schalke 04 - Niederrhein : Sportfreunde Hamborn 07 - Mittelrhein : VfL Cologne - Hesse-Nassau : Kickers Offenbach | - Bade : SV Waldhof Mannheim - Elsaß : Rasen SC Straßburg - Bavière : 1. FC Schweinfurt 05 - Wurttemberg : Stuttgarter Kickers - Ostmark : FC Vienna - Sudetenland : LSV Olmutz - Danzig-Westpreußen : HUS Marienwerder - Generalgouvern. : LSV Boeckle Krakau - Kurhessen : Borussia Fulda - Wartheland : Polizei Litzmannstadt - Moselland : FV Stadt Düdelingen - Westmark : FC Kaiserslautern |

## Compétition

### Premier tour
7 équipes sont exemptées et entrent directement en huitièmes de finale.
- Tous les matchs ont eu lieu le 10 mai 1942 (Match d'appui disputé le 17 mai 1942).

| Équipe 1                 | Résultat | Équipe 2            |
| ------------------------ | -------- | ------------------- |
| SV Blau-Weiß Berlin      | 3 - 1    | LSV Putnitz         |
| Borussia Fulda           | 0 - 2    | SV Dessau 05        |
| Sportfreunde Hamborn 07  | 1 - 1    | Werder Brême        |
| HuS Marienwerder         | 1 - 7    | VfB Königsberg      |
| FC Kaiserslautern        | 7 - 1    | SV Waldhof Mannheim |
| LSV Olmutz               | 0 - 1    | FC Vienna           |
| SG Planitz               | 5 - 2    | LSV Boecke Krakau   |
| Rasensportclub Straßburg | 2 - 0    | Stuttgarter Kickers |
| FV Stadt Düdelingen      | 0 - 2    | FC Schalke 04       |

| Équipe 1     | Résultat | Équipe 2                |
| ------------ | -------- | ----------------------- |
| Werder Brême | 5 - 1    | Sportfreunde Hamborn 07 |

### Huitièmes de finale
- Tous les matchs ont eu lieu le 24 mai 1942.

| Équipe 1                 | Résultat | Équipe 2                |
| ------------------------ | -------- | ----------------------- |
| SV Dessau 05             | 0 - 3    | SV Blau-Weiß Berlin     |
| Schalke 04               | 9 - 3    | FC Kaiserslautern       |
| Kickers Offenbach        | 3 - 1    | VfL Cologne             |
| SG Planitz a.p.          | 2 - 1    | Breslau 02              |
| Rasensportclub Straßburg | 2 - 1    | 1. FC Schweinfurt 05    |
| VfB Königsberg           | 8 - 1    | Polizei Litzmannstadt   |
| FC Vienna                | 1 - 0    | FV Germania Königshütte |
| Werder Breme             | 4 - 2    | Eimsbütteler TV         |

### Quarts de finale
- Tous les matchs ont eu lieu le 7 juin 1942.

| Équipe 1            | Résultat | Équipe 2                 |
| ------------------- | -------- | ------------------------ |
| SV Blau-Weiß Berlin | 2 - 1    | VfB Königsberg           |
| Schalke 04          | 6 - 0    | Rasensportclub Straßburg |
| Kickers Offenbach   | 4 - 3    | Werder Breme             |
| FC Vienna           | 3 - 2    | SG Planitz               |

### Demi-finale
- Tous les matchs ont eu lieu le 21 juin 1942.

| Équipe 1            | Résultat | Équipe 2          |
| ------------------- | -------- | ----------------- |
| SV Blau-Weiß Berlin | 2 - 3    | FC Vienna         |
| Schalke 04          | 6 - 0    | Kickers Offenbach |

### Match pour la3eplace
| 4 juillet 1942 | SV Blau-Weiß Berlin | 4 - 0 | Kickers Offenbach | Poststadion, Berlin |  |
|                |                     |       |                   |                     |  |

### Finale
| 4 juillet 1942 | Schalke 04                 | 2 - 0 | FC Vienna | Olympiastadion, Berlin |                      |
|                | Kalwitzki 14e · Szepan 42e |       |           | Spectateurs : 95 000   | Spectateurs : 95 000 |

## Bilan de la saison
| Tableau d'Honneur                   |                 |
| Compétition                         | Vainqueur       |
| Championnat d'Allemagne de football | Schalke 04      |
| Coupe d'Allemagne de football       | TSV Munich 1860 |